# Voetbalelftal van Bosnië en Herzegovina in 2009
Het Bosnisch voetbalelftal speelde in totaal elf interlands in het jaar 2009, waaronder acht wedstrijden in de kwalificatiereeks voor de WK-eindronde 2010 in Zuid-Afrika. Bosnië bereikte de play-offs van de EK-kwalificatie, en werd daarin verslagen door Portugal. De ploeg stond onder leiding van de Kroaat Miroslav Blažević. Verdediger Sanel Jahić was de enige speler in 2009 die meespeelde in alle elf duels, van begin tot einde. Op de in 1993 geïntroduceerde FIFA-wereldranglijst steeg Bosnië in 2009 van de 61ste (januari 2009) naar de 51ste plaats (december 2009).

## Balans
| Wedstrijden | Wedstrijden | Wedstrijden | Wedstrijden | Doelpunten | Doelpunten | Doelpunten | Punten |
| Gespeeld    | Winst       | Gelijk      | Verlies     | Voor       | Tegen      | Saldo      | Punten |
| ----------- | ----------- | ----------- | ----------- | ---------- | ---------- | ---------- | ------ |
| 11          | 5           | 2           | 4           | 17         | 15         | +2         | 1.091  |

## Interlands
|                                                             |                                           |       |                                                                             |                                                                               |
| 28 maart WK-kwalificatie № 117 «onderlinge duels» 19:45 uur | België                                    | 2 – 4 | Bosnië en Her.                                                              | Cristal Arena, Genk Toeschouwers: 20.041 Scheidsrechter: Nikolay Ivanov (RUS) |
| 28 maart WK-kwalificatie № 117 «onderlinge duels» 19:45 uur | Mousa Dembélé 67' Wesley Sonck 89' (pen.) |       | 11' Edin Džeko 74' Sanel Jahić 81' Zlatan Bajramović 86' Zvjezdan Misimović | Cristal Arena, Genk Toeschouwers: 20.041 Scheidsrechter: Nikolay Ivanov (RUS) |

|                                                            |                               |       |                 |                                                                                 |
| 1 april WK-kwalificatie № 118 «onderlinge duels» 19:45 uur | Bosnië en Herz.               | 2 – 1 | België          | Bilino Polje, Zenica Toeschouwers: 13.800 Scheidsrechter: Vladimír Hriňák (SVK) |
| 1 april WK-kwalificatie № 118 «onderlinge duels» 19:45 uur | Edin Džeko 12' Edin Džeko 20' |       | 88' Gill Swerts | Bilino Polje, Zenica Toeschouwers: 13.800 Scheidsrechter: Vladimír Hriňák (SVK) |

|                                                             |             |       |                | |
| 1 juni Vriendschappelijk № 119 «onderlinge duels» 20:00 uur | Oezbekistan | 0 – 0 | Bosnië en Her. | Pakhtakor Markaziy Stadion, Tashkent Toeschouwers: 11.000 Scheidsrechter: Valentin Kovalenko (UZB) |
| 1 juni Vriendschappelijk № 119 «onderlinge duels» 20:00 uur |             |       |                | Pakhtakor Markaziy Stadion, Tashkent Toeschouwers: 11.000 Scheidsrechter: Valentin Kovalenko (UZB) |

|                                                             |                                    |       |                             |                                                                                      |
| 9 juni Vriendschappelijk № 120 «onderlinge duels» 17:00 uur | Bosnië en Herz.                    | 2 – 1 | Oman                        | Stade Pierre-de-Coubertin, Cannes Toeschouwers: 500 Scheidsrechter: Bruno Cove (FRA) |
| 9 juni Vriendschappelijk № 120 «onderlinge duels» 17:00 uur | Edin Džeko 14' Sejad Salihović 84' |       | 30' Ahmed Hadid Al Mukhaini | Stade Pierre-de-Coubertin, Cannes Toeschouwers: 500 Scheidsrechter: Bruno Cove (FRA) |

|                                                                  |                               |       |                                                              |                                                                                    |
| 12 augustus Vriendschappelijk № 121 «onderlinge duels» 20:45 uur | Bosnië en Herz.               | 2 – 3 | Iran                                                         | Koševo Stadion, Sarajevo Toeschouwers: 16.000 Scheidsrechter: Draženko Kovač (CRO) |
| 12 augustus Vriendschappelijk № 121 «onderlinge duels» 20:45 uur | Edin Džeko 52' Edin Džeko 65' |       | 79' Masoud Shojaei 86' Arash Borhani 90' Andranik Teymourian | Koševo Stadion, Sarajevo Toeschouwers: 16.000 Scheidsrechter: Draženko Kovač (CRO) |

|                                                                |         |                                          |                |                                                                                        |
| 5 september WK-kwalificatie № 122 «onderlinge duels» 20:00 uur | Armenië | 0 – 2                                    | Bosnië en Her. | Hanrapetakan Stadion, Jerevan Toeschouwers: 2.000 Scheidsrechter: Eric Braamhaar (NED) |
| 5 september WK-kwalificatie № 122 «onderlinge duels» 20:00 uur |         | 6' Senijad Ibričić 75' Zlatan Muslimović |                | Hanrapetakan Stadion, Jerevan Toeschouwers: 2.000 Scheidsrechter: Eric Braamhaar (NED) |

|                                                                |                     |       |                   |                                                                                      |
| 9 september WK-kwalificatie № 123 «onderlinge duels» 20:00 uur | Bosnië en Herz.     | 1 – 1 | Turkije           | Bilino Polje, Zenica Toeschouwers: 14.000 Scheidsrechter: Olegário Benquerença (POR) |
| 9 september WK-kwalificatie № 123 «onderlinge duels» 20:00 uur | Sejad Salihović 25' |       | 4' Emre Belözoğlu | Bilino Polje, Zenica Toeschouwers: 14.000 Scheidsrechter: Olegário Benquerença (POR) |

|                                                               |         |                                   |                |                                                                                   |
| 10 oktober WK-kwalificatie № 124 «onderlinge duels» 19:00 uur | Estland | 0 – 2                             | Bosnië en Her. | A. Le Coq Arena, Tallinn Toeschouwers: 5.500 Scheidsrechter: Nicola Rizzoli (ITA) |
| 10 oktober WK-kwalificatie № 124 «onderlinge duels» 19:00 uur |         | 30' Edin Džeko 64' Vedad Ibišević |                | A. Le Coq Arena, Tallinn Toeschouwers: 5.500 Scheidsrechter: Nicola Rizzoli (ITA) |

|                                                               |                                         |       |                                                                                             |                                                                               |
| 14 oktober WK-kwalificatie № 125 «onderlinge duels» 20:00 uur | Bosnië en Herz.                         | 2 – 5 | Spanje                                                                                      | Bilino Polje, Zenica Toeschouwers: 13.500 Scheidsrechter: Konrad Plautz (AUT) |
| 14 oktober WK-kwalificatie № 125 «onderlinge duels» 20:00 uur | Edin Džeko 90' Zvjezdan Misimović 90+2' |       | 13' Gerard Piqué 15' David Silva 49' Álvaro Negredo 55' Álvaro Negredo 89' Juan Manuel Mata | Bilino Polje, Zenica Toeschouwers: 13.500 Scheidsrechter: Konrad Plautz (AUT) |

|                                                                |                 |       |                |                                                                                     |
| 14 november WK-kwalificatie № 126 «onderlinge duels» 20:30 uur | Portugal        | 1 – 0 | Bosnië en Her. | Estádio da Luz, Lissabon Toeschouwers: 60.588 Scheidsrechter: Martin Atkinson (ENG) |
| 14 november WK-kwalificatie № 126 «onderlinge duels» 20:30 uur | Bruno Alves 31' |       |                | Estádio da Luz, Lissabon Toeschouwers: 60.588 Scheidsrechter: Martin Atkinson (ENG) |

|                                                                |                 |                   |          |                                                                                 |
| 18 november WK-kwalificatie № 127 «onderlinge duels» 20:45 uur | Bosnië en Herz. | 0 – 1             | Portugal | Bilino Polje, Zenica Toeschouwers: 15.100 Scheidsrechter: Roberto Rosetti (ITA) |
| 18 november WK-kwalificatie № 127 «onderlinge duels» 20:45 uur |                 | 56' Raul Meireles |          | Bilino Polje, Zenica Toeschouwers: 15.100 Scheidsrechter: Roberto Rosetti (ITA) |

## FIFA-wereldranglijst
| JAN | FEB | MAR | APR | MEI | JUN | JUL | AUG | SEP | OKT | NOV | DEC |
| --- | --- | --- | --- | --- | --- | --- | --- | --- | --- | --- | --- |
| 61  | 59  | 58  | 38  | 38  | 33  | 45  | 44  | 46  | 42  | 51  | 51  |

## Statistieken
| Nemanja Supić       | 1982-01-12 | FC Timișoara           | 8  | 0 | 0 | 8  | 0 |
| Kenan Hasagić       | 1980-02-01 | İstanbul Büyükşehir    | 3  | 0 | 0 | 30 | 0 |
| Asmir Begović       | 1987-06-20 | Stoke City             | 0  | 1 | 0 |    |   |
| Adis Nurković       | 1984-04-24 | NK Travnik             | 0  | 1 | 0 |    |   |
| Verdediging         |            |                        |    |   |   |    |   |
| Sanel Jahić         | 1981-12-10 | AEK Athene             | 11 | 0 | 1 | 12 | 1 |
| Emir Spahić         | 1980-08-18 | Montpellier Hérault SC | 10 | 0 | 0 |    |   |
| Safet Nadarević     | 1980-08-30 | Eskişehirspor          | 9  | 0 | 0 |    |   |
| Boris Pandža        | 1986-12-15 | Hajduk Split           | 4  | 1 | 0 |    |   |
| Džemal Berberović   | 1981-11-05 | Denizlispor            | 2  | 2 | 0 |    |   |
| Adnan Mravac        | 1982-04-10 | KVC Westerlo           | 1  | 2 | 0 |    |   |
| Elvir Čolić         | 1986-07-17 | Velež Mostar           | 1  | 0 | 0 |    |   |
| Vlastimir Jovanović | 1985-04-03 | Slavija Sarajevo       | 1  | 0 | 0 |    |   |
| Emir Kuduzovi       | 1985-02-28 | Sloboda Tuzla          | 1  | 0 | 0 |    |   |
| Ilija Prodanović    | 1979-10-16 | NK Zvijezda Gradačac   | 1  | 0 | 0 |    |   |
| Velibor Vasilić     | 1980-06-13 | NK Zvijezda Gradačac   | 1  | 0 | 0 |    |   |
| Ivan Radeljić       | 1980-09-14 | Gençlerbirliği         | 0  | 1 | 0 |    |   |
| Middenveld          |            |                        |    |   |   |    |   |
| Senijad Ibričić     | 1985-09-26 | Hajduk Split           | 9  | 0 | 1 |    |   |
| Sejad Salihović     | 1984-10-08 | TSG Hoffenheim         | 8  | 0 | 2 |    |   |
| Samir Muratović     | 1976-02-25 | Sturm Graz             | 8  | 0 | 0 |    |   |
| Zvjezdan Misimović  | 1982-06-05 | VfL Wolfsburg          | 7  | 0 | 2 |    |   |
| Elvir Rahimić       | 1976-04-04 | CSKA Moskou            | 7  | 0 | 0 |    |   |
| Miralem Pjanić      | 1990-04-02 | Olympique Lyon         | 3  | 6 | 0 |    |   |
| Zlatan Bajramović   | 1979-08-12 | Eintracht Frankfurt    | 2  | 4 | 1 |    |   |
| Admir Vladavić      | 1982-06-29 | Red Bull Salzburg      | 1  | 2 | 0 |    |   |
| Haris Međunjanin    | 1985-03-08 | Real Valladolid        | 1  | 0 | 0 |    |   |
| Velibor Đurić       | 1982-05-05 | Widzew Łódź            | 1  | 0 | 0 |    |   |
| Samir Bekrić        | 1984-10-20 | FK Željezničar         | 0  | 1 | 0 |    |   |
| Dario Damjanović    | 1981-07-23 | 1. FC Kaiserslautern   | 0  | 1 | 0 |    |   |
| Mirko Hrgović       | 1979-02-05 | NK Široki Brijeg       | 0  | 1 | 0 |    |   |
| Amer Jugo           | 1982-12-05 | FK Mughan              | 0  | 1 | 0 |    |   |
| Semir Štilić        | 1987-10-08 | Lech Poznań            | 0  | 1 | 0 |    |   |
| Stojan Vranješ      | 1985-06-22 | Pandurii Târgu Jiu     | 0  | 1 | 0 |    |   |
| Aanval              |            |                        |    |   |   |    |   |
| Edin Džeko          | 1986-03-17 | VfL Wolfsburg          | 10 | 0 | 8 |    |   |
| Vedad Ibišević      | 1984-08-06 | TSG Hoffenheim         | 7  | 0 | 1 |    |   |
| Zlatan Muslimović   | 1981-03-06 | PAOK Thessaloniki      | 1  | 4 | 1 |    |   |
| Marko Topić         | 1976-01-01 | FK Saturn              | 1  | 1 | 0 |    |   |
| Emir Hadžić         | 1984-07-19 | Panetolikos            | 1  | 0 | 0 |    |   |
| Alen Škoro          | 1981-03-30 | FK Sarajevo            | 1  | 0 | 0 |    |   |
| Saša Kajkut         | 1984-07-07 | Borac Banja Luka       | 0  | 1 | 0 |    |   |

N/FS BiH · A-internationals · Bondscoaches · Statistieken · Bosnisch vrouwenelftal · Bosnië U23 · Bosnië U21 · Bosnië U19 · Bosnië U18 · Bosnië U17 · Bosnië U16
1995 – 1999 ·
2000 – 2009 ·
2010 – 2019 ·
2020 − 2029
WK 2014
1995 · 
1996 · 
1997 · 
1998 · 
1999 · 
2000 · 
2001 · 
2002 · 
2003 · 
2004 · 
2005 · 
2006 · 
2007 · 
2008 · 
2009 · 
2010 · 
2011 · 
2012 · 
2013 · 
2014 · 
2015 · 
2016 · 
2017 · 
2018 ·
2019 ·
2020 ·
2021 ·
2022 ·
2023 ·
2024
Albanië ·
Algerije ·
Andorra ·
Argentinië ·
Armenië ·
Azerbeidzjan ·
Bahrein ·
Bangladesh ·
België ·
Brazilië · 
Bulgarije ·
Chili ·
China ·
Costa Rica ·
Cyprus ·
Denemarken ·
Duitsland ·
Egypte ·
Engeland ·
Estland ·
Faeröer ·
Finland ·
Frankrijk ·
Georgië ·
Ghana ·
Gibraltar ·
Griekenland ·
Hongarije ·
Ierland · 
IJsland ·
Indonesië ·
Iran ·
Israël ·
Italië ·
Ivoorkust ·
Japan ·
Joegoslavië · 
Jordanië ·
Kazachstan ·
Koeweit ·
Kroatië ·
Letland ·
Liechtenstein ·
Litouwen ·
Luxemburg ·
Maleisië ·
Malta ·
Mexico ·
Moldavië ·
Montenegro ·
Nederland ·
Nigeria ·
Noord-Ierland ·
Noord-Macedonië ·
Noorwegen ·
Oekraïne ·
Oezbekistan ·
Oman ·
Oostenrijk ·
Paraguay ·
Polen ·
Portugal ·
Qatar ·
Roemenië ·
San Marino ·
Schotland ·
Senegal ·
Servië en Montenegro ·
Slovenië ·
Slowakije ·
Spanje ·
Tsjechië ·
Tunesië · 
Turkije ·
Verenigde Staten · 
Vietnam ·
Wales ·
Wit-Rusland ·
Zimbabwe ·
Zuid-Korea ·
Zweden ·
Zwitserland
Argentinië (2014) ·
Iran (2014) ·
Nigeria (2014)